# Metro Bank (Regne Unit)
Metro Bank SL és un banc comercial i minorista que opera al Regne Unit, fundat per Anthony Thomson i Vernon Hill l'any 2010. En la data de la seva ignaguració, va ser el primer banc de minorista nou que es va crear al Regne Unit en més de 150 anys. Cotitza a la Borsa de Londres.
Després d'un període de ràpid creixement, Metro Bank va trobar dificultats a principis del 2019 quan va anunciar que no disposava de capital suficient per complir els requisits reguladors, després del descobriment d'un error en la forma en què classificava els seus préstecs comercials a efectes de la suficiència de capital. Com a resultat, va haver de recaptar 350 milions de lliures addicionals de capital. Les preocupacions per l'anunci i la capacitat del banc per augmentar el capital van provocar que el preu de les accions del banc caigués un 75% en menys de quatre mesos i que els grans dipositants retiressin efectiu, a causa del "sentiment de perill".

## Història
L'Autoritat de Serveis Financers del Regne Unit va concedir a Metro Bank la seva llicència el 5 de març de 2010, el primer banc minorista a rebre aquesta llicència després de més de 150 anys. Tenia previst obrir entre 200 i 250 oficines a Londres en un termini de deu anys després de la seva posada en marxa. La seva primera oficina va obrir el 29 de juliol de 2010 a Holborn, al centre de Londres.
El 2012, el banc va recaptar 200 milions de dòlars addicionals en finançament d'inversors com Fidelity, Steven A. Cohen del fons de cobertura SAC Capital Advisors i inversors immobiliaris de Nova York, LeFraks i David i Simon Reubens. El mateix any, la revista Forbes va informar que la sucursal insígnia de Holborn de Metro havia "... recaptat 200 milions de dòlars en dipòsits, quatre vegades el total de la sucursal americana madura mitjana".
El 2 de maig de 2013, el Daily Telegraph va informar que, després d'una pèrdua de 8,8 milions de lliures en el primer trimestre del 2013, les pèrdues abans d'impostos de Metro Bank havien superat les 100 milions de lliures en menys de tres anys des de la seva ignaguració, però el banc va declarar que aquests es van planificar, i van ser "resultat de les seves iniciatives de creixement". En una entrevista amb el Financial Times, Hill va dir que el banc estava "... en línia amb el pla de negoci per créixer ràpidament aquesta empresa". Va afegir: "El nostre objectiu principal és expandir el negoci... i el benefici segur que arribarà".
Metro Bank va augmentar els seus comptes en un 50% durant el primer semestre de 2013 per a un total de 200.000 comptes de clients, inclosos 15.000 comptes empresarials. Tenia l'objectiu de tenir obertes 200 sucursals al Regne Unit el 2020.
El gener de 2019, Metro Bank va admetre classificar incorrectament una cartera de préstecs comercials a efectes de capital i, per tant, no disposava de capital suficient per complir els requisits reguladors; l'error s'aplicava al voltant del 10% del seu llibre de préstecs. L'error de càlcul es va identificar mitjançant una revisió de l'Autoritat de Regulació Prudencial (PRA), però Metro Bank va donar erròniament la impressió que el banc havia identificat la classificació incorrecta. Per corregir l'error en la classificació del capital, Metro Bank va anunciar una emissió d'accions de 350 milions de lliures i va dir que reduiria els seus plans de creixement. També es va informar que la PRA i l'Autoritat de Conducta Financera havien d'investigar les circumstàncies de l'error. El desembre de 2021, el PRA va multar el banc amb 5,38 milions de lliures després de la seva investigació, dient que "no havia complert els estàndards de govern i controls que s'esperaven" pel que fa a la ponderació de risc i la classificació dels préstecs comercials.
Com a conseqüència de l'admissió i l'anunci de l'emissió d'accions, el preu de les accions de Metro Bank va caure bruscament, perdent un 40% del seu valor el mes posterior a l'anunci i un 75% en menys de quatre mesos. Al març de 2019, la BBC va informar que les accions de Metro Bank eren les segones accions més curtes a la borsa del Regne Unit. A més, els grans dipositants van començar a retirar fons: Metro Bank va admetre que hi havia hagut una caiguda del 4% en els seus dipòsits el primer trimestre del 2019 a causa del "sentiment advers".
El novembre de 2021, Metro Bank va iniciar converses amb el grup Carlyle sobre una possible oferta pública d'adquisició.
Del 6 al 8 d'octubre de 2022, l'aplicació de banca mòbil de Metro Bank va fallar i els seus clients no van poder gestionar els seus comptes de forma remota.
Metro Bank ofereix serveis bancaris a clients personals i empresarials. Està autoritzat per l' Autoritat de Regulació Prudencial i regulat tant per l' Autoritat de Conducta Financera com per l'Autoritat de Regulació Prudencial.

## Adquisicions i desinversions
Metro Bank va adquirir SME Finance l'agost de 2013 i va canviar el nom de l'empresa com a Metro Bank SME Finance el maig de 2014.
L'agost de 2020 es va anunciar que Metro Bank havia acceptat adquirir Retail Money Market Ltd, un proveïdor de préstecs peer-to-peer amb seu a Londres com RateSetter. El preu estaria entre els 2,5 i els 12 milions de lliures, depenent del rendiment durant els propers tres anys. La compra estava subjecta a l'aprovació reguladora i a l'acord dels accionistes de Retail Money Market Ltd, i s'esperava que es finalitzi el quart trimestre del 2020. Metro Bank continuaria amb la marca RateSetter i les seves operacions, però els nous préstecs personals no garantits es finançarien amb els dipòsits del banc, no a través de peer-to-peer. El febrer de 2021, Metro Bank va comprar tota la cartera de préstecs de RateSetter, valorada en 384 milions de lliures.
El febrer de 2021, Metro Bank va completar la venda de 3.040 milions de lliures d'una cartera d'hipoteques residencials a NatWest. L'acord es va acordar el desembre de 2020.

## Gestió
El fundador Vernon Hill va rebre el premi a l'empresa lliure de l'Institut d'Afers Econòmics l'abril de 2013. L'organització el va citar com "un empresari notable que ha identificat una oportunitat clara i ha entrat a l'escena bancària del Regne Unit en un moment en què el sector ha estat sota foc constant".
Craig Donaldson, el conseller delegat, va començar la seva carrera al programa de postgrau de Barclays el 1995. Més tard va treballar al Royal Bank of Scotland on va conèixer Hill. Junts van decidir crear un equivalent britànic a Commerce Bancorp, i aquesta idea es va convertir en Metro Bank. El 2015, Sir Michael Snyder es va incorporar al consell de Metro Bank amb l'objectiu de desenvolupar les operacions de préstec a petites empreses de Metro Bank.
L'octubre de 2019, Hill va cessar com a president. Va ser substituït per Sir Michael Snyder, que va ser nomenat president interí.
Donaldson va deixar el càrrec de conseller delegat el desembre de 2019 i va ser substituït per Daniel Frumkin a partir del febrer de 2020.

### Lideratge superior
- President : Robert Sharpe (des de novembre de 2020)[27]
- Director executiu : Dan Frumkin (des de febrer de 2020)[28]

### Expresidents
1. Anthony Thomson (2010-2012)
2. Vernon Hill (2013-2019)

### Exdirectius executius
1. Craig Donaldson (2010-2019)